# Garbagnate Milanese
Garbagnate Milanese es un municipio de 27.293 habitantes de la provincia de Milán, uno de los 11 que toman parte al Parco delle Groane.

## Evolución demográfica
| Gráfica de evolución demográfica de Garbagnate Milanese entre 1861 y 2001 |
|                                                                           |
| Fuente ISTAT - elaboración gráfica de Wikipedia                           |

## Transportes

### Aeropuerto
El aeropuerto más cercano es el de Malpensa. Garbagnate se sirve también del aeropuerto de Linate.

### Conexiones viales
La conexión vial principal es la A8 Milán–Como-Varese y tiene una salida en Lainate.

### Conexiones ferroviarias
En Garbagnate hay dos estaciones de ferrocarril de la línea Milán-Saronno de las Ferrovie Nord: la principal es la de Garbagnate Milanese, que se halla muy cerca del casco antiguo, y además está la estación de Serenella, que se encuentra ubicada en un barrio meridional del pueblo.

### Transportes urbanos
En Garbagnate hay unas líneas de buses que unen el centro a las fracciones y el pueblo a otros de las cercanías.